# Ormtjuserskan
Ormtjuserskan (franska: La Charmeuse de Serpents) är en oljemålning av den franske naivistiske konstnären Henri Rousseau. Den målades 1907 och ingår i samlingarna på Musée d'Orsay i Paris. 
Målningen föreställer en ensam mystisk kvinna som likt en svart Eva i ett månbelyst Edens lustgård lockar till sig ormar med flöjtspel.
Rousseau var självlärd och skildrade ofta i ett oskolat naivt manér fantasifulla och exotiska motiv i en stelnad drömvärld. Han förberedde sig mycket noggrant och gjorde flera skisser. Inspiration fick han från studier i botaniska och zoologiska trädgårdar. Tack vare en överenskommelse med en av trädgårdsmästarna på Jardin des Plantes kunde han sitta i timmar i växthuset och teckna. Hans eget påstående att han varit utomlands och som ung besökt Mexiko stämmer sannolikt inte. 
Rousseau började måla sent i livet och hans konst blev till en början förlöjligad. Men omkring sekelskiftet uppmärksammades han av avantgardet och kulturprofiler som Alfred Jarry, André Breton, Guillaume Apollinaire, Pablo Picasso och Robert Delaunay. Ormtjuserskan beställdes av grevinnan Berthe de Delaunay (mor till konstnären) och ställdes ut på höstsalongen 1907. Robert Delaunay sålde 1922 målningen till modeskaparen Jacques Doucet som 1936 donerade den till franska staten.